# Leszek Ostrowski
Leszek Ostrowski (ur. 3 czerwca 1961 w Olecku) – polski szachista i trener szachowy (FIDE Trainer od 2011), mistrz międzynarodowy od 1999 roku.

## Kariera szachowa
W 1987 r. podzielił III m. w turnieju we Wrocławiu oraz zwyciężył w Myślenicach (turniej B). W latach 1996 i 1998 dwukrotnie zwyciężył w otwartych turniejach rozegranych na Słowacji, w Tatranskich Matliarach oraz Tatranskiej Lomnicy. Również w 1998 r. zwyciężył w turnieju First Saturday (edycja FS11 IM-A) w Budapeszcie. W 2001 r. podzielił III m. w Rowach, zaś rok później podzielił II m. w Trzyńcu. W 2003 r. podzielił II m. w Poznaniu.
Najwyższy ranking w karierze osiągnął 1 stycznia 1999 r., z wynikiem 2401 punktów zajmował wówczas 38. miejsce wśród polskich szachistów.